# Kanton Rabastens-de-Bigorre
Kanton Rabastens-de-Bigorre (francouzsky Canton de Rabastens-de-Bigorre) je francouzský kanton v departementu Hautes-Pyrénées v regionu Midi-Pyrénées. Tvoří ho 24 obcí.

## Obce kantonu
- Ansost
- Barbachen
- Bazillac
- Bouilh-Devant
- Buzon
- Escondeaux
- Gensac
- Lacassagne
- Laméac
- Lescurry
- Liac
- Mansan
- Mingot
- Monfaucon
- Moumoulous
- Peyrun
- Rabastens-de-Bigorre
- Saint-Sever-de-Rustan
- Sarriac-Bigorre
- Ségalas
- Sénac
- Tostat
- Trouley-Labarthe
- Ugnouas